# Gerazym III (patriarcha Konstantynopola)
Gerazym III, gr. Γεράσιμος Γ΄ (zm. ok. 1800) – ekumeniczny patriarcha Konstantynopola w latach 1794–1797.

## Życiorys
Pochodził z Cypru. Panował w okresie 3 marca 1794 do 19 kwietnia 1797. Zrezygnował z urzędu i zmarł jakiś czas później.